# Copaxa sapatoza
Copaxa sapatoza är en fjärilsart som beskrevs av John Obadiah Westwood 1854. Copaxa sapatoza ingår i släktet Copaxa och familjen påfågelsspinnare. Inga underarter finns listade i Catalogue of Life.

## Bildgalleri

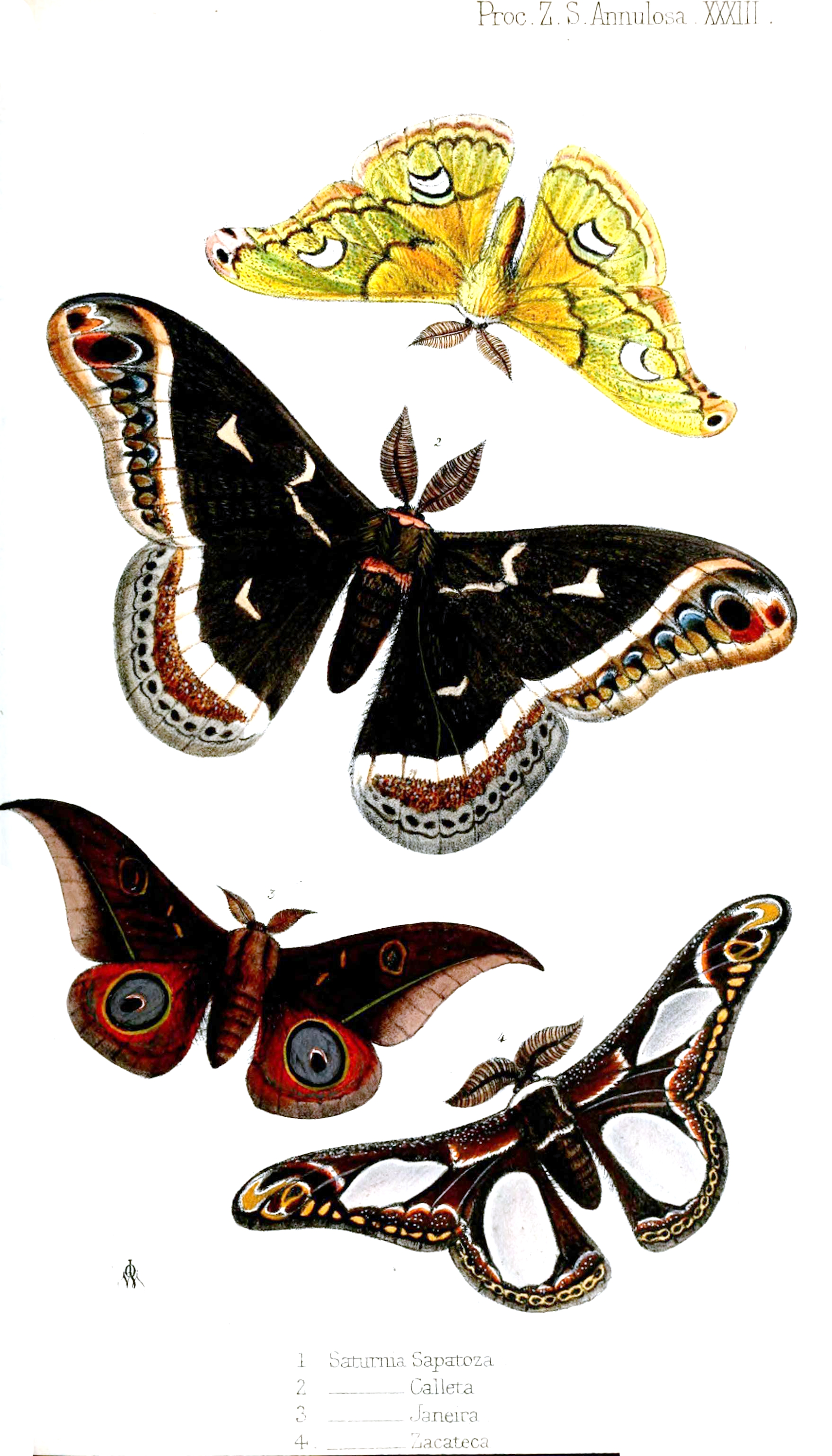